# La Chinga
La Chinga é uma banda de rock canadense de Vancouver, Colúmbia Britânica. Formada em 2012, é composta por Carl Spackler nos vocais e baixo, Ben Yardley nas guitarras e Jay Solyom na bateria. Sua música tem sido descrita como uma mescla de rock clássico, hard rock, stoner rock, rock psicodélico.

## História
A banda foi formada em 2012 pelo vocalista/baixista Carl Spackler (cujo nome é inspirado no personagem de Bill Murray em Caddyshack) depois que ele agendou um show sem nem sequer ter um grupo. Eles começaram como Easy Reader (em homenagem ao personagem de Morgan Freeman em The Electric Company), mas mudaram para o palavrão espanhol La Chinga depois que o público em seu primeiro show começou a gritar o termo para eles depois que eles tocaram sua música com esse título.
Seu álbum de estreia, autointitulado, foi lançado em 2013. Em 2016, lançaram seu segundo álbum, Freewheelin', pela Small Stone Records. Seu terceiro álbum, Beyond the Sky, foi lançado em 2018, e o quarto, Primal Forces, foi lançado em 2023 pela Ripple Music.
Em 2023, eles participaram do álbum tributo ao Creedence Clearwater Revival Burn on the Bayou: A Heavy Underground Tribute to Creedence Clearwater Revival, com um cover de "Sweet Hitch-Hiker". Em março de 2024, eles foram anunciados como atração principal do festival Indie Rock in the River, que será realizado em abril em Vancouver.

## Integrantes
- Carl Spackler – vocais, baixo
- Ben Yardley – guitarras
- Jay Solyom – bateria

## Discografia
- La Chinga (2013)
- Freewheelin' (2016)
- Beyond the Sky (2018)
- Primal Forces (2023)